# WHT
WHT er et studiealbum af den danske sanger og producer Troels Abrahamsen der også er forsanger i gruppen VETO. 

## Spor
1. "The Woods Are Here"
2. "Worksong"
3. "End Scene"
4. "Switch It Off"
5. "When You’re Ready, Let Go"
6. "Shine Your Light"
7. "Collider"
8. "Wrong Gods"
9. "You Don’t Get Me At All"
10. "I Am Not An Island"
11. "We’re Like This"
12. "Nothing Comes To Those Who Wait"